# Empire Awards 2018
A cerimônia do 23º Empire Awards (oficialmente conhecido como Rakuten Empire Awards), apresentada pela revista de filmes britânica Empire, homenageou os melhores filmes de 2017. A cerimônia foi realizada em 18 de março de 2018 em Londres, Inglaterra, no Roundhouse Theatre. Os indicados foram anunciados em 18 de janeiro de 2018..

## Indicados
| Best Film - Star Wars: The Last Jedi - Call Me by Your Name - Get Out - Thor: Ragnarok - Wonder Woman                                                                                        | Best British Film - God's Own Country - Darkest Hour - Dunkirk - Paddington 2 - The Death of Stalin |
| Best Director - Rian Johnson - Star Wars: The Last Jedi - Patty Jenkins - Wonder Woman - Jordan Peele - Get Out - Taika Waititi - Thor: Ragnarok - Edgar Wright - Baby Driver                | Best Screenplay - Jordan Peele - Get Out - Armando Iannucci, David Schneider, Ian Martin e Peter Fellows - The Death of Stalin - James Ivory - Call Me by Your Name - Francis Lee - God's Own Country - Martin McDonagh - Three Billboards Outside Ebbing, Missouri |
| Best Actor - Hugh Jackman - Logan - John Boyega - Star Wars: The Last Jedi - Armie Hammer - Call Me by Your Name - Gary Oldman - Darkest Hour - Andy Serkis - War for the Planet of the Apes | Best Actress - Daisy Ridley - Star Wars: The Last Jedi - Gal Gadot - Wonder Woman - Tiffany Haddish - Girls Trip - Frances McDormand - Three Billboards Outside Ebbing, Missouri - Emma Watson - Beauty and the Beast                                               |
| Best Male Newcomer - Josh O'Connor - God's Own Country - Timothée Chalamet - Call Me by Your Name - Ansel Elgort -Baby Driver - Daniel Kaluuya - Get Out - Fionn Whitehead - Dunkirk         | Best Female Newcomer - Dafne Keen - Logan - Emily Beecham - Daphne - Florence Pugh - Lady Macbeth - Tessa Thompson - Thor: Ragnarok - Kelly Marie Tran - Star Wars: The Last Jedi                                                                                   |
| Best Comedy - The Death of Stalin - Girls Trip - The Big Sick - The Disaster Artist - Toni Erdmann                                                                                           | Best Horror - Get Out - It - Mother! - Split - The Autopsy of Jane Doe |
| Best Sci-Fi/Fantasy - Wonder Woman - Blade Runner 2049 - Logan - Star Wars: The Last Jedi - Thor: Ragnarok                                                                                   | Best Thriller - Kingsman: The Golden Circle - Baby Driver - John Wick: Chapter 2 - The Handmaiden - Three Billboards Outside Ebbing, Missouri |
| Best Animated Film - Coco - Captain Underpants: The First Epic Movie - My Life as a Courgette - The Lego Batman Movie - The Red Turtle                                                       | Best Documentary - I Am Not Your Negro - An Inconvenient Sequel: Truth to Power - City of Ghosts - I Called Him Morgan - Jim & Andy: The Great Beyond |
| Best Production Design - Baby Driver - Dunkirk - Guardians of the Galaxy Vol. 2 - Star Wars: The Last Jedi - Thor: Ragnarok                                                                  | Best Soundtrack - Baby Driver - Beauty and the Beast - Call Me by Your Name - Guardians of the Galaxy Vol. 2 - Logan Lucky |
| Best Visual Effects - Star Wars: The Last Jedi - Ghost in the Shell - Guardians of the Galaxy Vol. 2 - Thor: Ragnarok - War for the Planet of the Apes                                       | Best Costume Design - Michael Kaplan - Star Wars: The Last Jedi - Alexandra Byrne - Guardians of the Galaxy Vol. 2 - The Death of Stalin - Ellen Mirojnick - The Greatest Showman - Mayes C. Rubeo - Thor: Ragnarok                                                 |
| Best Makeup and Hair Styling - Beauty and the Beast - Ghost in the Shell - Murder on the Orient Express - The Greatest Showman - Thor: Ragnarok                                              | Best TV Series - The Crown - Big Little Lies - Stranger Things - The Handmaid's Tale - Twin Peaks |
| Best Actor in a TV Series - Jason Isaacs - Star Trek: Discovery - Kyle MacLachlan - Twin Peaks - Alexander Skarsgård - Big Little Lies - Matt Smith - The Crown - Dan Stevens - Legion       | Best Actress in a TV Series - Nicole Kidman - Big Little Lies - Millie Bobby Brown - Stranger Things - Claire Foy - The Crown - Elizabeth Moss - The Handmaid's Tale - Reese Witherspoon - Big Little Lies                                                          |
| Honorary Awards - Empire Icon Award: Mark Hamill - Empire Legend of our Lifetime Award: Steven Spielberg                                                                                     | |

### Múltiplas Indicações
Os seguintes filmes receberam múltiplas indicações:
| Nomeações | Filmes |
| --------- | --- |
| 9         | Star Wars: The Last Jedi                                                                                                 |
| 8         | Thor: Ragnarok |
| 5         | Baby Driver Call Me by Your Name Get Out                                                                                 |
| 4         | Big Little Lies Guardians of the Galaxy Vol. 2 The Death of Stalin Wonder Woman                                          |
| 3         | Beauty and the Beast Dunkirk God's Own Country Logan The Crown Three Billboards Outside Ebbing, Missouri                 |
| 2         | Darkest Hour Girls Trip Ghost in the Shell Stranger Things The Handmaid's Tale Twin Peaks War for the Planet of the Apes |